# Mistrzostwa Świata w Piłce Nożnej 1950

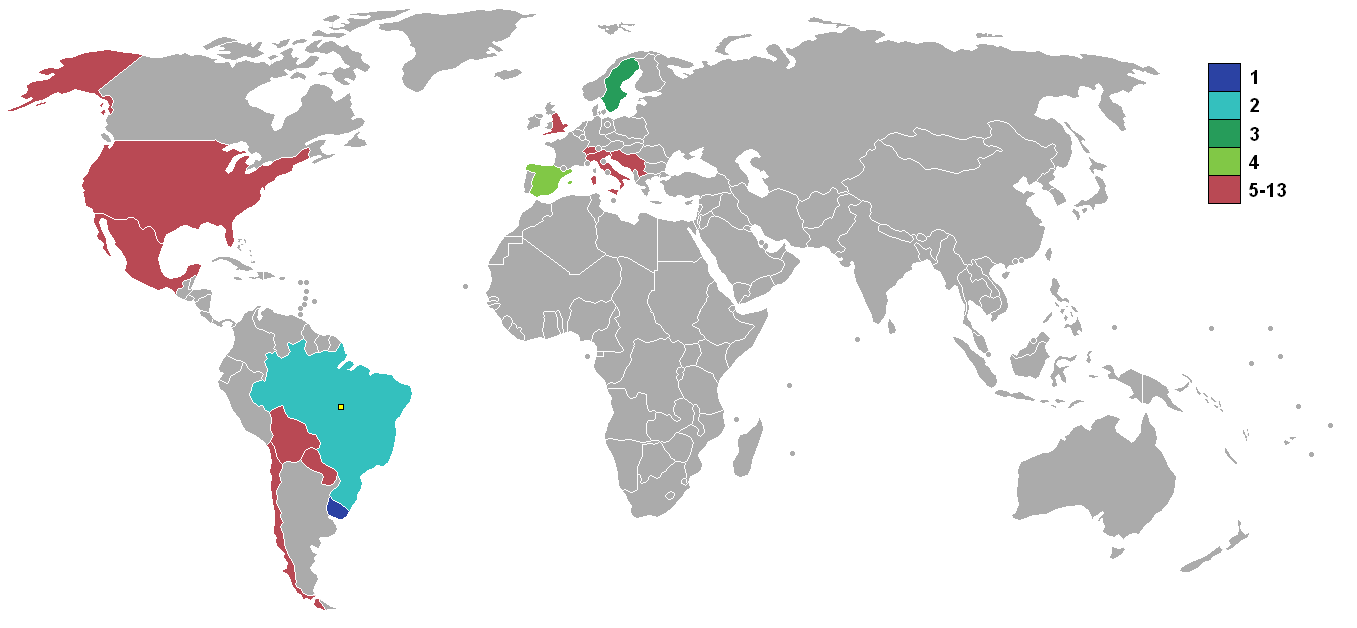
Państwa, uczestnicy mistrzostw świata w 1950 roku

IV Mistrzostwa Świata w Piłce Nożnej z 1950 roku odbyły się w Brazylii. Był to pierwszy mundial od 12 lat – w latach 1942 i 1946 mistrzostw świata nie organizowano z powodu II wojny światowej i jej konsekwencji.
Kłopoty komunikacyjne i finansowe spowodowały, że do Brazylii nie wybrały się niektóre zespoły z tych, które zakwalifikowały się do finałów – Szkocja i Turcja, a także reprezentacja świeżo niepodległych Indii. W turnieju zadebiutowała reprezentacja Anglii.
Zachowano jednak oryginalne rozstawienie, skutkiem czego była nierówna liczba zespołów w grupach.
Te mistrzostwa były jedynymi w historii, w których nie rozgrywano finału.
Po raz drugi MŚ rozgrywano w systemie grupowym. Nie rozegrano tradycyjnego meczu finałowego, zwycięzcą turnieju zostawał zwycięzca grupy finałowej.
Zwycięstwo było nagradzane 2 punktami, remis 1 punktem, natomiast porażka nie była punktowana.

## Kwalifikacje
Awans uzyskały:
| Drużyna           | Grupa kwalifikacyjna   | Strefa kwalifikacyjna | Liczba występów do tej pory | Najlepszy wynik     | Ostatni występ |
| ----------------- | ---------------------- | --------------------- | --------------------------- | ------------------- | -------------- |
| Boliwia           | 7                      | CONMEBOL              | 1                           | faza grupowa (1930) | 1930           |
| Brazylia          | gospodarz              | CONMEBOL              | 3                           | III miejsce (1938)  | 1938           |
| Chile             | 7                      | CONMEBOL              | 1                           | faza grupowa (1930) | 1930           |
| Anglia            | 1                      | UEFA                  | debiutant                   |                     |                |
| Włochy            | mistrzowie świata 1938 | UEFA                  | 2                           | I miejsce (1938)    | 1938           |
| Meksyk            | 9                      | CONCACAF              | 1                           | faza grupowa (1930) | 1930           |
| Paragwaj          | 8                      | CONMEBOL              | 1                           | faza grupowa (1930) | 1930           |
| Hiszpania         | 6                      | UEFA                  | 1                           | ćwierćfinał (1934)  | 1934           |
| Szwecja           | 5                      | UEFA                  | 2                           | IV miejsce (1938)   | 1938           |
| Szwajcaria        | 4                      | UEFA                  | 2                           | 1/8 finału (1938)   | 1938           |
| Stany Zjednoczone | 9                      | CONCACAF              | 2                           | III miejsce (1930)  | 1934           |
| Urugwaj           | 8                      | CONMEBOL              | 1                           | mistrzostwo (1930)  | 1930           |
| Jugosławia        | 3                      | UEFA                  | 1                           | III miejsce (1930)  | 1930           |

## Stadiony
- Rio de Janeiro, Estadio Maracanã
- Belo Horizonte, Estadio Sete de Setembro
- São Paulo, Estádio do Pacaembu
- Porto Alegre, Estadio Beira-Rio
- Kurytyba, Estádio Durival de Britto
- Recife, Estadio Ilha do Retiro

## Faza grupowa

### Grupa 1
| Zespół     | M | W | R | P | Br+ | Br- | Pkt |
| ---------- | - | - | - | - | --- | --- | --- |
| Brazylia   | 3 | 2 | 1 | 0 | 8   | 2   | 5   |
| Jugosławia | 3 | 2 | 0 | 1 | 7   | 3   | 4   |
| Szwajcaria | 3 | 1 | 1 | 1 | 4   | 6   | 3   |
| Meksyk     | 3 | 0 | 0 | 3 | 2   | 10  | 0   |

| 24 czerwca 1950 15:00 | Brazylia · Ademir 30' 79' · Jair 65' · Baltazar 71' | 4:0(1:0)raport | Meksyk | Estádio do Maracanã, Rio de Janeiro Widzów: ~81 000 Sędzia: Reader (Anglia) |
|                       |                                                     |                |        |                                                                             |

| 25 czerwca 1950 18:00 | Jugosławia · Mitić 58' · Tomašević 78' · Ognjanov 84' | 3:0(0:0)raport | Szwajcaria | Estadio Sete de Setembro, Belo Horizonte Widzów: ~8 000 Sędzia: Galeati (Włochy) |
|                       |                                                       |                |            |                                                                                  |

| 28 czerwca 1950 15:00 | Brazylia · Alfredo 3' · Baltazar 32' | 2:2(2:1)raport | Szwajcaria · Fatton 17' 88' | Estádio do Pacaembu, São Paulo Widzów: ~42 000 Sędzia: Azon (Hiszpania]) |
|                       |                                      |                |                             |                                                                          |

| 28 czerwca 1950 18:15 | Meksyk · Ortíz 87' (k.) | 1:4(0:2)raport | Jugosławia · Bobek 19' · Ž. Čajkovski 23' 51' · Tomašević 81' | Estádio dos Eucaliptos, Porto Alegre Widzów: ~11 000 Sędzia: Leafe (Anglia) |
|                       |                         |                |                                                               |                                                                             |

| 1 lipca 1950 15:00 | Brazylia · Ademir 3' · Zizinho 89' | 2:0(1:0)raport | Jugosławia | Estádio do Maracanã, Rio de Janeiro Widzów: ~142 000 Sędzia: Griffiths (Walia) |
|                    |                                    |                |            |                                                                                |

| 2 lipca 1950 15:40 | Meksyk · Casarín 75' | 1:2(0:2)raport | Szwajcaria · Bader 10' · Tamini 37' | Estádio dos Eucaliptos, Porto Alegre Widzów: ~3 500 Sędzia: Eklind (Szwecja) |
|                    |                      |                |                                     |                                                                              |

### Grupa 2
| Zespół            | M | W | R | P | Br+ | Br- | Pkt |
| ----------------- | - | - | - | - | --- | --- | --- |
| Hiszpania         | 3 | 3 | 0 | 0 | 6   | 1   | 6   |
| Anglia            | 3 | 1 | 0 | 2 | 2   | 2   | 2   |
| Chile             | 3 | 1 | 0 | 2 | 5   | 6   | 2   |
| Stany Zjednoczone | 3 | 1 | 0 | 2 | 4   | 8   | 2   |

| 25 czerwca 1950 15:00 | Anglia · Mortensen 39' · Mannion 51' | 2:0(1:0)raport | Chile | Estádio do Maracanã, Rio de Janeiro Widzów: ~30 000 Sędzia: van der Meer (Holandia) |
|                       |                                      |                |       |                                                                                     |

| 25 czerwca 1950 15:00 | Hiszpania · Igoa 80' · Basora 82' · Zarra 85' | 3:1(0:1)raport | Stany Zjednoczone · Pariani 17' | Estádio Durival de Britto, Kurytyba Widzów: ~9 000 Sędzia: Vianna (Brazylia) |
|                       |                                               |                |                                 |                                                                              |

| 29 czerwca 1950 15:00 | Hiszpania · Basora 17' · Zarra 30' | 2:0(2:0)raport | Chile | Estádio do Maracanã, Rio de Janeiro Widzów: ~20 000 Sędzia: Malcher (Brazylia) |
|                       |                                    |                |       |                                                                                |

| 29 czerwca 1950 18:00 | Stany Zjednoczone · Gaetjens 38' | 1:0(1:0)raport | Anglia | Estádio Independência, Belo Horizonte Widzów: ~10 000 Sędzia: Datillo (Włochy) |
|                       |                                  |                |        |                                                                                |

| 2 lipca 1950 15:00 | Hiszpania · Zarra 48' | 1:0(0:0)raport | Anglia | Estádio do Maracanã, Rio de Janeiro Widzów: ~74 000 Sędzia: Galeati (Włochy) |
|                    |                       |                |        |                                                                              |

| 2 lipca 1950 18:00 | Chile · Robledo 16' · Cremaschi 32' 61' 82' · Prieto 54' | 5:2(2:0)raport | Stany Zjednoczone · Wallace 47' · Maca 48' (k.) | Estádio Ilha do Retiro, Recife Widzów: ~8 000 Sędzia: Gardelli (Brazylia) |
|                    |                                                          |                |                                                 |                                                                           |

### Grupa 3
| Zespół   | M | W | R | P | Br+ | Br- | Pkt |
| -------- | - | - | - | - | --- | --- | --- |
| Szwecja  | 2 | 1 | 1 | 0 | 5   | 4   | 3   |
| Włochy   | 2 | 1 | 0 | 1 | 4   | 3   | 2   |
| Paragwaj | 2 | 0 | 1 | 1 | 2   | 4   | 1   |

| 25 czerwca 1950 15:00 | Szwecja · Jeppson 25' 68' · Andersson 33' | 3:2(2:1)raport | Włochy · Carapellese 7' · Muccinelli 75' | Estádio do Pacaembu, São Paulo Widzów: ~50 000 Sędzia: Lutz (Szwajcaria) |
|                       |                                           |                |                                          |                                                                          |

| 29 czerwca 1950 15:30 | Szwecja · Sundqvist 17' · Palmér 25' | 2:2(2:1)raport | Paragwaj · López 34' · López Fretes 74' | Estádio Durival de Britto, Kurytyba Widzów: ~8 000 Sędzia: Mitchell (Szkocja) |
|                       |                                      |                |                                         |                                                                               |

| 2 lipca 1950 15:00 | Włochy · Carapellese 12' · Pandolfini 62' | 2:0(1:0)raport | Paragwaj | Estádio do Pacaembu, São Paulo Widzów: ~26 000 Sędzia: Ellis (Anglia) |
|                    |                                           |                |          |                                                                       |

- Indie się wycofały

### Grupa 4
| Zespół  | M | W | R | P | Br+ | Br- | Pkt |
| ------- | - | - | - | - | --- | --- | --- |
| Urugwaj | 1 | 1 | 0 | 0 | 8   | 0   | 2   |
| Boliwia | 1 | 0 | 0 | 1 | 0   | 8   | 0   |

| 2 lipca 1950 18:00 | Urugwaj · Míguez 14' 40' 51' · Schiaffino 17' 53' · Vidal 18' · Pérez 83' · Ghiggia 87' | 8:0(4:0)raport | Boliwia | Estádio Independência, Belo Horizonte Widzów: ~5 000 Sędzia: van der Meer (Holandia) |
|                    |                                                                                         |                |         |                                                                                      |

- Turcja się wycofała
- Szkocja się wycofała

## Runda finałowa
| Zespół    | M | W | R | P | Br+ | Br- | Pkt |
| --------- | - | - | - | - | --- | --- | --- |
| Urugwaj   | 3 | 2 | 1 | 0 | 7   | 5   | 5   |
| Brazylia  | 3 | 2 | 0 | 1 | 14  | 4   | 4   |
| Szwecja   | 3 | 1 | 0 | 2 | 6   | 11  | 2   |
| Hiszpania | 3 | 0 | 1 | 2 | 4   | 11  | 1   |

| 9 lipca 1950 15:00 | Brazylia · Ademir 17' 37' 51' 59' · Chico 39' 87' · Maneca 85' | 7:1(3:0)raport | Szwecja · Andersson 67' (k.) | Estádio do Maracanã, Rio de Janeiro Widzów: ~138 000 Sędzia: Ellis (Anglia) |
|                    |                                                                |                |                              |                                                                             |

| 9 lipca 1950 15:00 | Urugwaj · Ghiggia 27' · Varela 72' | 2:2(1:2)raport | Hiszpania · Basora 39' 41' | Estádio do Pacaembu, São Paulo Widzów: ~44 000 Sędzia: Griffiths (Walia) |
|                    |                                    |                |                            |                                                                          |

| 13 lipca 1950 15:00 | Brazylia · Ademir 15' 57' · Jair 21' · Chico 29' 55' · Zizinho 74' | 6:1(3:0)raport | Hiszpania · Igoa 70' | Estádio do Maracanã, Rio de Janeiro Widzów: ~152 000 Sędzia: Leafe (Anglia) |
|                     |                                                                    |                |                      |                                                                             |

| 13 lipca 1950 15:00 | Urugwaj · Ghiggia 39' · Míguez 77' 84' | 3:2(1:1)raport | Szwecja · Palmér 4' · Sundqvist 41' | Estádio do Pacaembu, São Paulo Widzów: ~8 000 Sędzia: Galeati (Włochy) |
|                     |                                        |                |                                     |                                                                        |

| 16 lipca 1950 15:00 | Szwecja · Sundqvist 15' · Mellberg 34' · Palmér 79' | 3:1(2:0)raport | Hiszpania · Zarra 82' | Estádio do Pacaembu, São Paulo Widzów: ~11 000 Sędzia: van der Meer (Holandia) |
|                     |                                                     |                |                       |                                                                                |

Los zrządził, że ostatni pojedynek między Brazylią a Urugwajem miał jednocześnie decydować o tytule mistrza. Mającym przewagę punktu Brazylijczykom wystarczał remis, ale mimo objęcia prowadzenia tuż po przerwie ulegli oni Urugwajowi. W tym meczu na stadionie Maracana w Rio de Janeiro zasiadła liczba 199 954 kibiców. Ostatni żyjący uczestnik tego spotkania, Alcides Ghiggia (strzelec decydującego o triumfie Urugwajczyków gola) zmarł 16 lipca 2015, dokładnie w 65 rocznicę jego rozegrania. 
| 16 lipca 1950 15:00 | Urugwaj · Schiaffino 66' · Ghiggia 79' | 2:1(0:0)raport | Brazylia · Friaça 47' | Estádio do Maracanã, Rio de Janeiro Widzów: ~199 954 Sędzia: George Reader (Anglia) |
|                     |                                        |                |                       |                                                                                     |

Urugwaj:
Maspoli – M.Gonzales, Tejera, Gambetta, Varela, Andrade, Ghiggia, Perez, Miguez, Schiaffino, Moran
Brazylia:
Barbosa – Augusto, Juvenal, Bauer, Danilo, Bigode, Friaca, Zizinho, Ademir, Jair, Chico

URUGWAJ

## Klasyfikacja strzelców turnieju
9 goli
- Ademir

5 goli
- Oscar Míguez

4 gole
- Chico
- Zarra
- Alcides Ghiggia
- Estanislao Basora

3 gole
- Karl-Erik Palmér
- Stig Sundqvist
- Juan Alberto Schiaffino
- Atilio Cremaschi

2 gole
- Baltazar
- Jair
- Zizinho

- Riccardo Carapellese
- Sune Andersson
- Hasse Jeppson
- Jacques Fatton
- Željko Čajkovski
- Kosta Tomašević
- Silvestre Igoa

1 gol
- Alfredo
- Friaça
- Maneca
- Andrés Prieto
- George Robledo
- Wilf Mannion
- Stan Mortensen
- Ermes Muccinelli
- Egisto Pandolfini
- Horacio Casarín
- Héctor Ortíz
- Atilio López
- César López

- Bror Mellberg
- René Bader
- Jean Tamini
- Joe Gaetjens
- Frank Wallace
- Gino Pariani
- Joe Maca
- Julio Pérez
- Obdulio Varela
- Ernesto Vidal
- Stjepan Bobek
- Tihomir Ognjanov
- Rajko Mitić

Gole Samobójcze
- Parra (dla Brazylii)